# Alessandra Aguilar
Alessandra Aguilar (Lugo, 1 juni 1978) is een Spaanse voormalige langeafstandsloopster, die gespecialiseerd was in het veldlopen. Ze nam meerdere malen deel aan de wereldkampioenschappen veldlopen en driemaal deel aan de Olympische Spelen.

## Loopbaan
Aguilar debuteerde op 13 april 2008 op de marathon. In Rotterdam snelde ze in 2:29.03 over de klassieke afstand van 42,195 km en finishte hiermee als derde achter de Russische Ljoebov Morgoenova (2:25.12) en de Ethiopische Zekiros Adanech (2:27.32). Ze plaatste zich hiermee, dankzij haar landgenoot en haas Marc Riog, voor de Olympische Spelen van Peking door binnen de Spaanse olympische limiet van 2:31 te lopen. Op deze Spelen werd ze 54e in 2:39.29.
In 2009 was Alessandra Aguilar er op de belangrijkste toernooien opnieuw bij. Bij de WK veldlopen in de Jordaanse hoofdstad Amman kwam zij tot een 24e plaats, de beste klassering die zij in de negen keer dat zij aan dit kampioenschap deelnam, behaalde. Later dat jaar eindigde zij als 24e op de marathon tijdens de wereldkampioenschappen in Berlijn.
Aguilar eindigde bij de Europese kampioenschappen van 2010 in Barcelona als zevende op de marathon. Door dopinggebruik werden de nummers één en twee later gediskwalificeerd en klom de Spaanse op naar een vijfde plaats.

## Persoonlijke records
Baan
| Onderdeel | Prestatie | Datum         | Plaats    |
| --------- | --------- | ------------- | --------- |
| 3000 m    | 9.13,92   | 8 juni 2001   | Sevilla   |
| 5000 m    | 15.42,66  | 2 juni 2007   | Barcelona |
| 10.000 m  | 32.42,49  | 12 april 2003 | Athene    |

Weg
| Onderdeel      | Prestatie | Datum         | Plaats     |
| -------------- | --------- | ------------- | ---------- |
| 10 km          | 32.26     | 20 mei 2007   | Manchester |
| 20 km          | 1:07.21   | 29 maart 2014 | Kopenhagen |
| halve marathon | 1:10.56   | 29 maart 2014 | Kopenhagen |
| 30 km          | 1:43.50   | 14 april 2013 | Rotterdam  |
| marathon       | 2:27.00   | 10 april 2011 | Rotterdam  |

## Palmares

### 3000 m
- 2005:  Division de Honor in L'Hospitalet de Llobregat - 9.38,95

### 5000 m
- 1999: 5e Trofeo de Atletismo Ciudad de Barakaldo - 16.17,37
- 1999: 4e Silvia Mazon Reunion Nacional de Fondo in Gijon - 16.24,66
- 2001: 5e Spaanse kamp. - 16.00,21
- 2002: 5e Spaanse kamp. - 16.05,32
- 2006:  Spaanse kamp. - 16.04,27
- 2007: 4e International Meeting Villa de Bilbao - 15.43,55
- 2009:  Spaanse kamp. - 15.54,57
- 2011:  Spaanse kamp. - 15.56,75

### 10.000 m
- 2000: 4e Trofeo Ayuntamiento de Barakaldo - 32.48,89
- 2001: 5e Spaanse kamp. - 33.10,35
- 2001: 6e Universiade - 33.31,49
- 2002: 4e Europacup B in Camaiore - 33.11,38
- 2005: 8e Europacup - 33.12,01
- 2007:  Spaanse kamp. - 33.34,26

### 5 km
- 2005:  Prueba Urbana de Iurreta - 16.31

### 10 km
- 2007:  Great Ireland Run - 34.00
- 2007: 4e San Silvestre Vallecana in Madrid - 32.31
- 2009: 5e San Silvestre Vallecana in Madrid - 33.14
- 2012:  Carrera Davina Pastora in Palma De Mallorca - 32.26
- 2013: 5e Great Manchester Run - 33.03
- 2014:  Great Ireland Run - 33.49
- 2015:  Great Ireland Run - 33.11

### 15 km
- 2010: 4e Villa de Massamagrell - 52.32

### 10 Eng. Mijl
- 2015: 8e Great South Run - 55.31

### halve marathon
- 2007:  halve marathon van Azpeitia - 1:11.34
- 2008:  halve marathon van Granollers - 1:11.33
- 2013:  halve marathon van Albacete - 1:12.55
- 2014:  halve marathon van La Coruña - 1:11.16
- 2016: DNF WK

### marathon
- 2008:  marathon van Rotterdam - 2:29.03
- 2008: 54e OS - 2:39.29
- 2009:  marathon van Hamburg - 2:29.01
- 2009: 24e WK - 2:33.38
- 2010: 5e EK - 2:35.04 (na DQ Živilė Balčiūnaitė + Nailja Joelamanova)
- 2011: 4e marathon van Rotterdam - 2:27.00
- 2011: 14e marathon van New York - 2:33.08
- 2012: 25e OS - 2:29.19
- 2013: 4e marathon van Rotterdam - 2:29.04
- 2013: 5e WK - 2:32.38
- 2014: DNF EK
- 2015: 15e marathon van Londen - 2:29.45
- 2015: 17e WK - 2:33.42
- 2016: DNF OS

### veldlopen
- 2000: 60e WK lange afstand - 28.41
- 2001: 48e WK lange afstand - 30.59
- 2001: 35e EK lange afstand - 16.29
- 2002: 35e WK lange afstand - 28.43
- 2003: 29e WK lange afstand - 28.04
- 2004: 47e WK lange afstand - 29.52
- 2005: 47e WK lange afstand - 29.39
- 2006: 63e WK lange afstand - 28.11
- 2007: 17e EK - 27.47,  landenklassement
- 2008: 35e WK - 27.13
- 2009: 24e WK - 28.18
- 2009: 17e EK - 28.59,  landenklassement
- 2010: 8e EK - 29.09  landenklassement